# Szkłów (stacja kolejowa)
Szkłów (biał. Шклоў; ros. Шклов) – stacja kolejowa w miejscowości Szkłów, w rejonie szkłowskim, w obwodzie mohylewskim, na Białorusi. Leży na linii Orsza - Mohylew.